# Gargoyles (jeu vidéo)
Gargoyles est un jeu vidéo de plates-formes sorti en 1995 et sur Mega Drive. Le jeu a été développé et édité par Buena Vista Interactive. Il est basé sur la série télévisée d'animation éponyme de Disney. Une version devait sortir sur Super Nintendo mais n'a jamais vu le jour.